# Wiborgia monoptera
Wiborgia monoptera är en ärtväxtart som beskrevs av Ernst Meyer. Wiborgia monoptera ingår i släktet Wiborgia och familjen ärtväxter. Inga underarter finns listade i Catalogue of Life.